# Alexandra von Griechenland und Dänemark

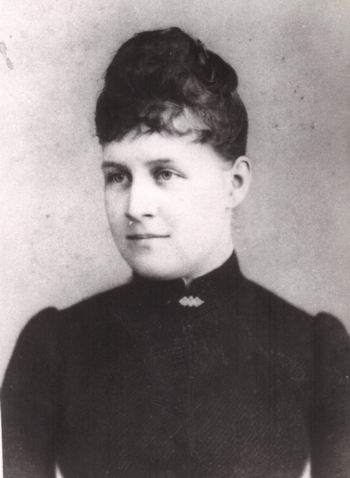
Großfürstin Alexandra von Russland

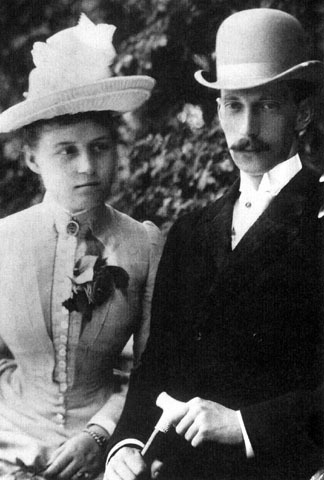
Alexandra und ihr Gatte Pawel im Jahr ihrer Heirat

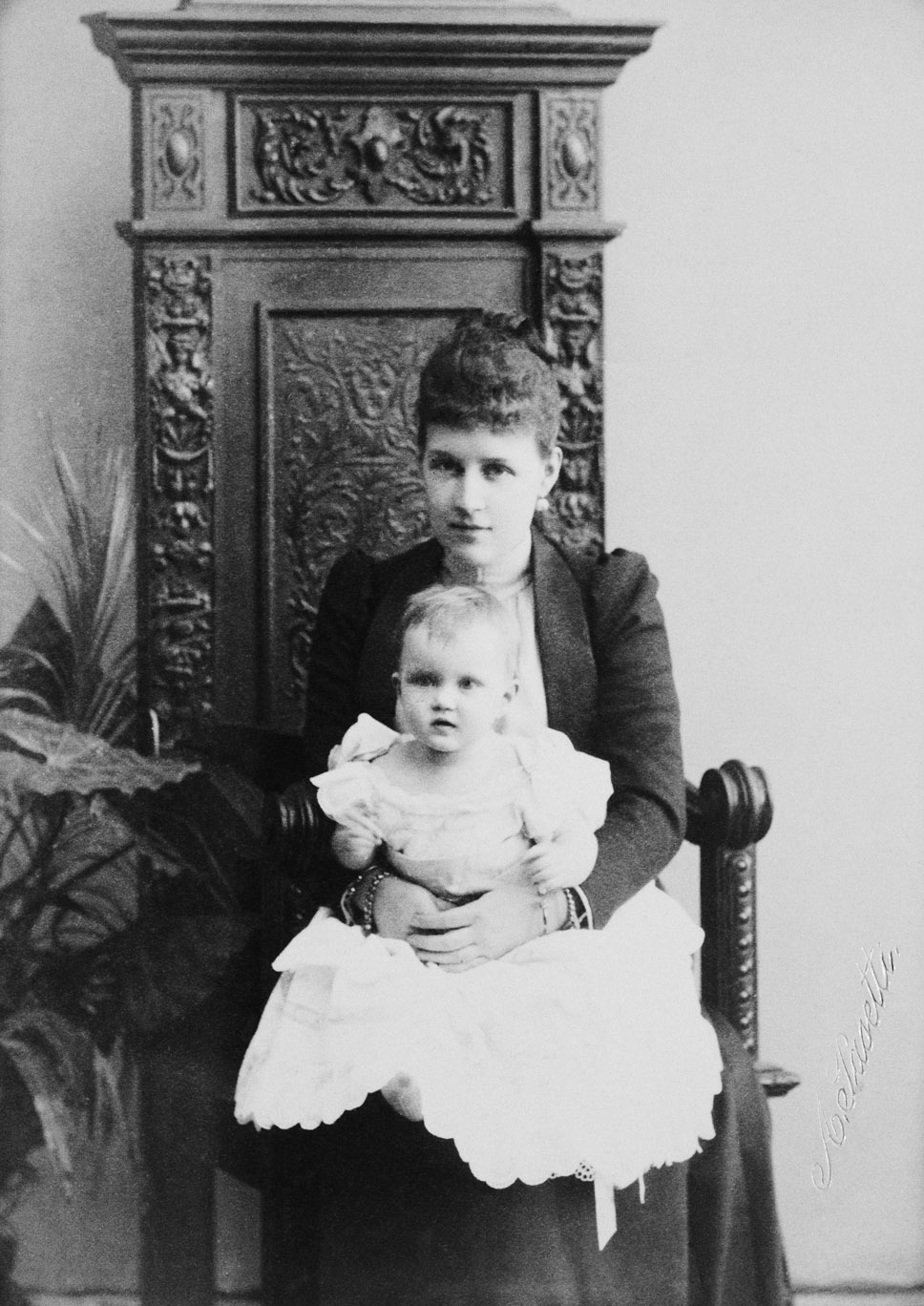
Alexandra mit ihrer Tochter Maria (1891)

Prinzessin Alexandra von Griechenland und Dänemark (* 18. Augustjul. / 30. August 1870greg. auf Korfu; † 12. Septemberjul. / 24. September 1891greg. in Iljinskoje bei Moskau) war eine griechische Prinzessin durch Heirat Großfürstin von Russland aus dem Haus Romanow-Holstein-Gottorp.

## Leben

### Jugend
Alexandra war die älteste Tochter des griechischen Königs Georg I. (1845–1913) aus dem Haus Holstein-Sonderburg-Glücksburg und seiner Gattin Großfürstin Olga Konstantinowna Romanowa (1851–1926), Tochter des Großfürsten Konstantin Nikolajewitsch Romanow und Prinzessin Alexandra von Sachsen-Altenburg.
Alexandra, meist Aline oder Griechische Alix genannt, wuchs zusammen mit ihren Geschwistern, dem späteren König Konstantin I. von Griechenland, Georg, Nikolaus, Maria, Andreas und Christoph in Athen auf. Eine andere Schwester, Olga, starb noch im Jahr ihrer Geburt (1880). Die Prinzessin erhielt durch Gouvernanten eine standesgemäße Erziehung, die sich auf Fremdsprachen, höfische Konversation, Musik, Tanzen und Reiten konzentrierte. In ihrer Familie war Alexandra äußerst beliebt. Ihr Bruder Nikolaus erinnerte sich: „Sie hatte ein jenes süßes und liebenswertes Wesen, das sie bei jedem beliebt gemacht, der mit ihr in Kontakt kam. Sie sah jung und schön aus, und seit sie ein Kind war, sah es so aus, als hätte das Leben nichts als Freude und Glück für sie übrig.“
Die Urlaube verbrachte die Familie aufgrund der verwandtschaftlichen Beziehungen meist in Russland oder Dänemark. So hatte Alexandra früh Kontakt zur russischen Zarenfamilie, so auch zu ihrem späteren Ehemann.

### Heirat
Am 5. Junijul. / 17. Juni 1889greg. heiratete sie in St. Petersburg den Großfürsten Pawel Alexandrowitsch Romanow (1860–1919), jüngsten Sohn des russischen Zaren Alexander II. und seiner Gattin Prinzessin Marie von Hessen-Darmstadt. Alexandra erhielt nach der Heirat den Namen Großfürstin Alexandra Georgijewna Romanowa (russisch Александра Георгиевна). Aus der Ehe gingen zwei Kinder hervor:
- Maria Pawlowna (1890–1958)

⚭ 1908–1914 Prinz Wilhelm von Schweden (1884–1965)
⚭ 1917–1923 Fürst Sergej Michajlowitsch Putjatin (1892–1966)
- Dmitri Pawlowitsch (1891–1942), Mitverschwörer an der Ermordung Rasputins

⚭ 1926–1937 Anne-Audrey Emery (1904–1971)

### Tod
Alexandra war im siebten Monat schwanger, als sie mit einigen Freunden einen Spaziergang am Ufer der Moskwa unternahm. Sie sprang direkt in ein Boot, das dort dauerhaft festgemacht wurde, fiel aber, als sie einstieg. Am nächsten Tag brach sie mit heftigen Wehen zusammen und brachte ihren Sohn Dmitri zur Welt. Darauf fiel sie ins Koma und starb sechs Tage später. Alexandra fand ihre letzte Ruhe in der Peter-und-Paul-Festung in St. Petersburg. Ihr Mann hatte eine Affäre mit der verheirateten Olga von Pistohlkors, geborene Karnowitsch, die er ohne Erlaubnis des russischen Zaren Nikolaus II. am 10. Oktober 1902 heiratete. Aus dieser Ehe stammten drei weitere Kinder.
1939 erhielt ihr Neffe, der damalige griechische König Georg II., eine Genehmigung von der Sowjetregierung unter Josef Stalin, Alexandras Leichnam zurück nach Griechenland zu holen. Ihr Körper wurde aus dem Grab in St. Petersburg (Leningrad) entfernt und von einem griechischen Schiff nach Athen überführt. Sie wurde letztendlich auf dem königlichen Friedhof in Tatoi beerdigt.